# منتخب بولندا تحت 21 سنة لكرة القدم
منتخب بولندا تحت 21 سنة لكرة القدم هو الممثل الرسمي لـ بولندا في بطولات كرة القدم تحت 21 سنة. يشارك الفريق في بطولة أوروبا تحت 21 لكرة القدم التي تقام كل عامين.